# Cut Above the Rest
Cut Above the Rest è l'ottavo album dei Sweet, pubblicato nel 1979 per l'etichetta discografica Capitol Records.

## Tracce
1. Call Me (Scott) 3:44
2. Play All Night (Connolly, Priest, Scott, Tucker) 3:18
3. Big Apple Waltz (Priest, Scott) 4:06
4. Dorian Gray (Priest, Scott, Tucker) 4:46
5. Discophony (Moberley, Priest, Scott, Tucker) 5:28
6. Eye Games (Scott) 1:59
7. Mother Earth (Priest, Scott) 6:34
8. Hold Me (Scott) 6:08
9. Stay With Me (Priest, Scott, Tucker) 5:06

## Formazione
- Steve Priest - voce, basso, cori
- Andy Scott - voce principale (nelle tracce 2, 8), chitarra, sintetizzatori, cori
- Mick Tucker - voce principale (nelle tracce 4, 6), batteria, percussioni, cori

### Altri musicisti
- Geoff Westley – piano, tastiere
- Gary Moberley - tastiere nelle tracce 1, 4, 9
- Eddie Hardin - ARP 2600 solo nella traccia 5